# Gnamptogenys triangularis
Gnamptogenys triangularis är en myrart som först beskrevs av Mayr 1887.  Gnamptogenys triangularis ingår i släktet Gnamptogenys och familjen myror. Inga underarter finns listade i Catalogue of Life.

## Bildgalleri

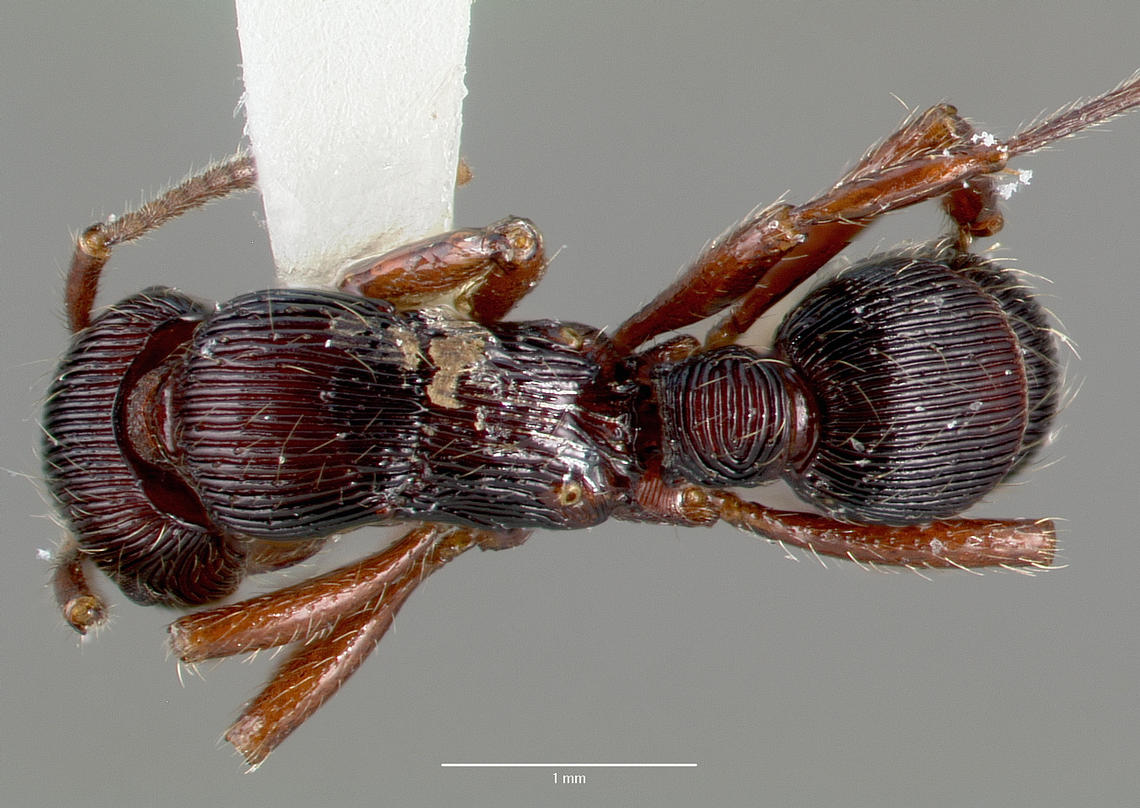
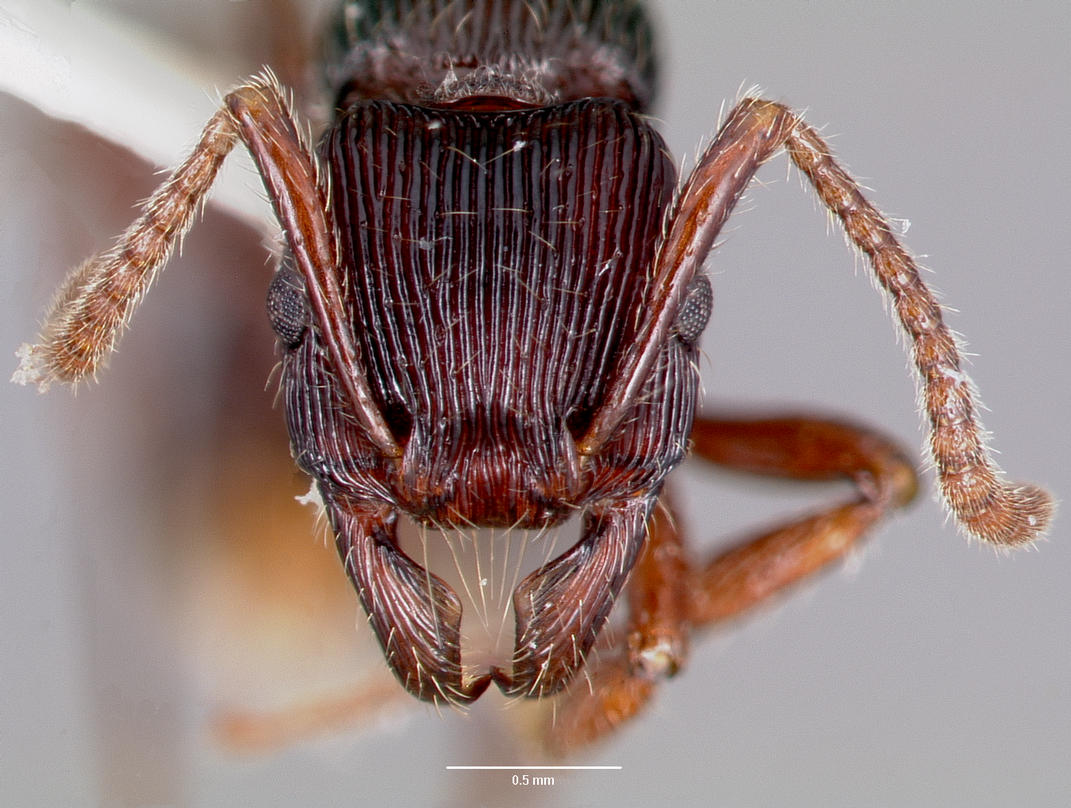
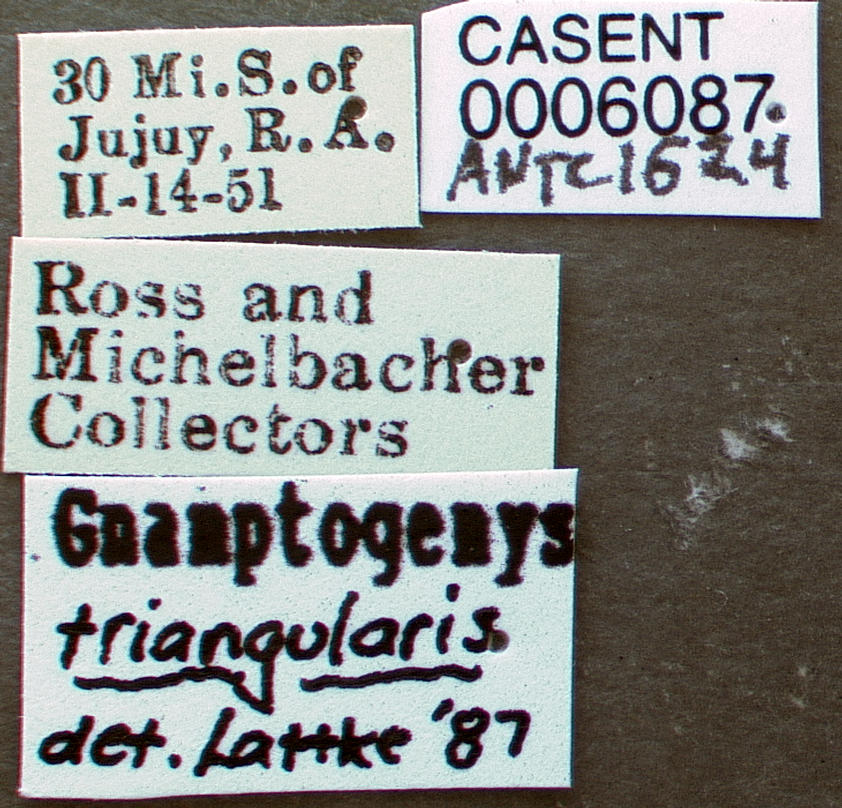
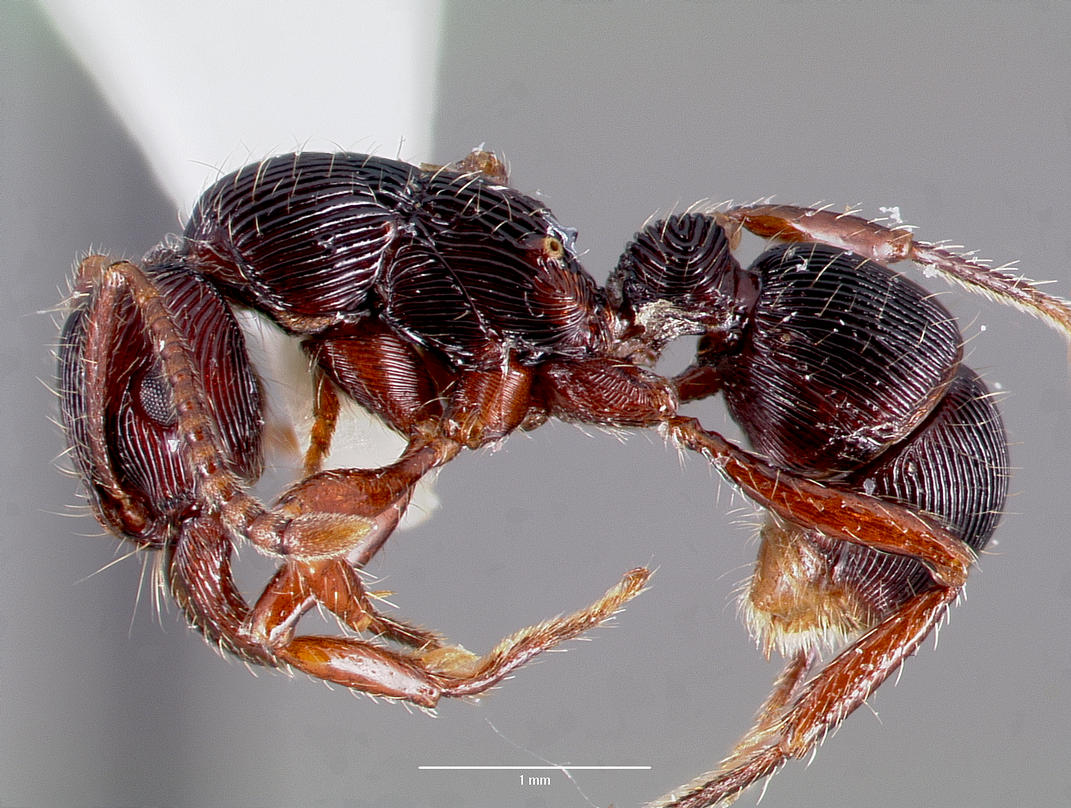
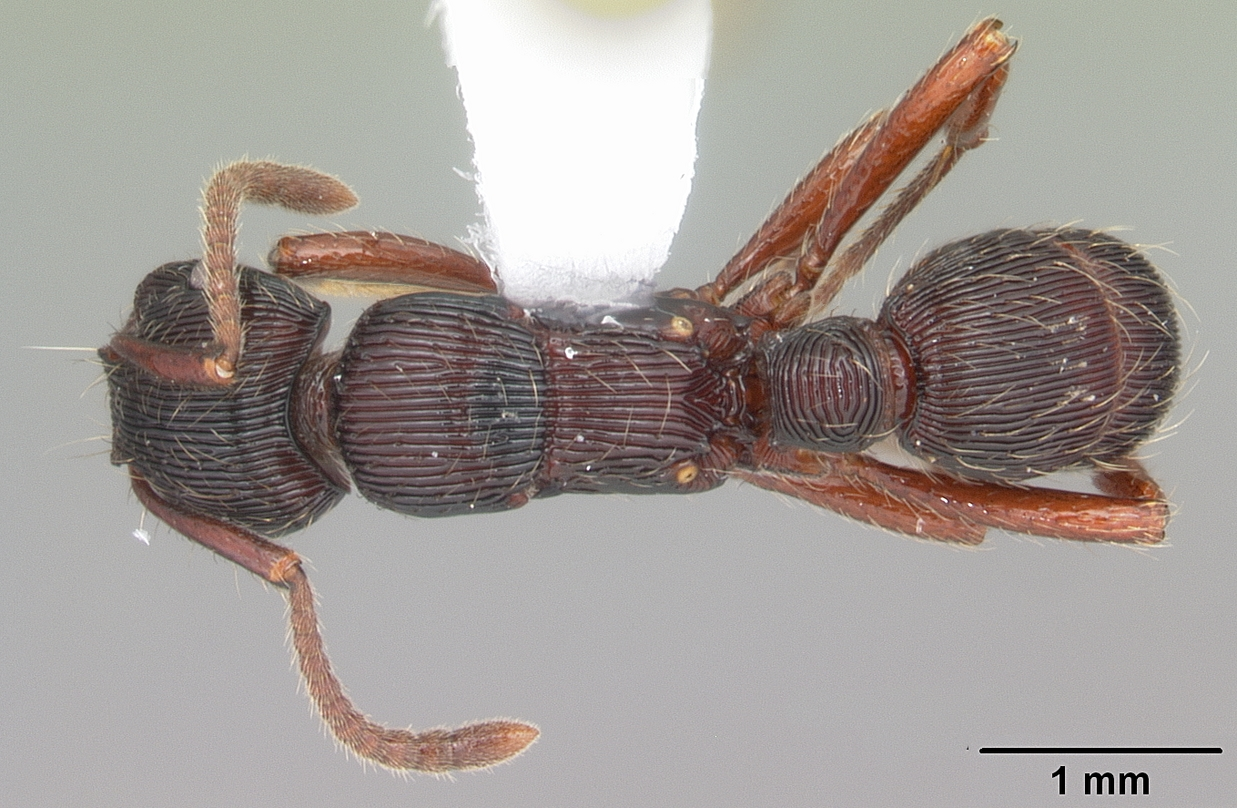
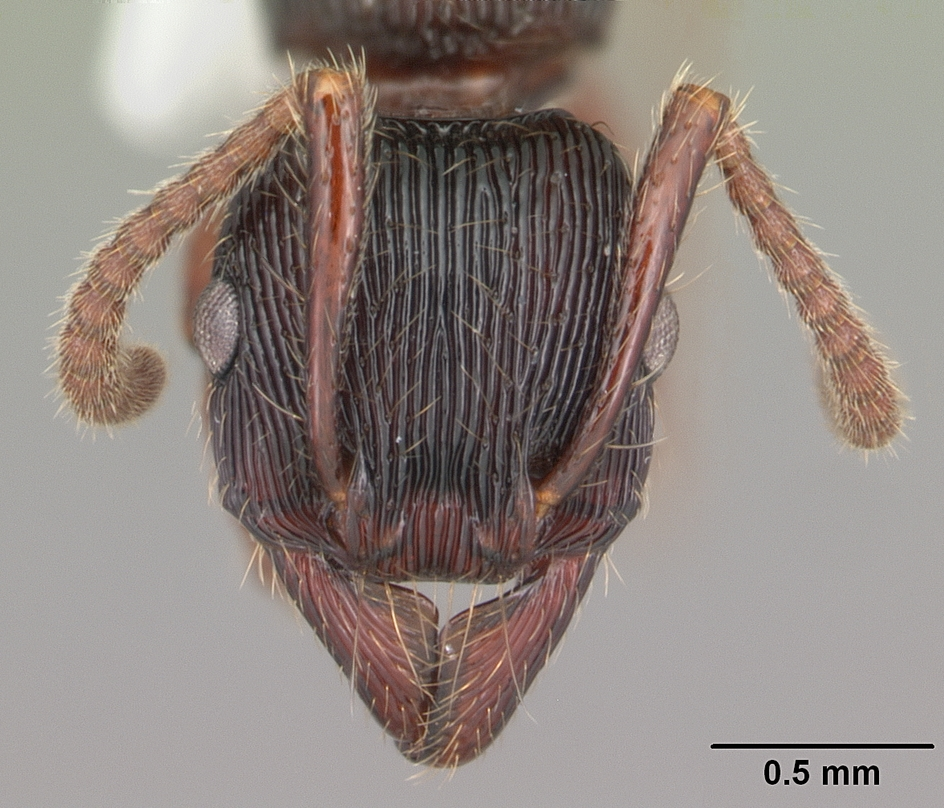